# 黑身海豬魚
黑身海豬魚，為輻鰭魚綱鱸形目隆頭魚亞目隆頭魚科的其中一種，分布於西印度洋的阿曼海域，棲息深度9-10公尺，體長可達12.1公分，棲息在礁石區，生活習性不明。